# ۶۲۲ (قمری)
۶۲۲ (قمری)، ششصد و بیست و دومین سال در گاهشماری هجری قمری است. اول محرم این سال برابر با دوازدهم ژانویه سال ۱۲۲۵ میلادی است.